# Кочеріл Раман Нараянан
Кочеріл Раман Нараянан (малаял. കോച്ചേരില് രാമന് നാരായണന; 27 жовтня 1920 — 9 листопада 2005) — індійський державний і політичний діяч президент країни від липня 1997 до липня 2002 року. Став першим парією та першим малаялі на посаді глави держави в Індії.

## Життєпис
Народився у бідній родині традиційної індійської медицини. Після закінчення навчання у Траванкорі та здобуття ступеню магістра з англійської літератури деякий час працював журналістом, одного разу навіть узявши інтерв'ю у Магатми Ґанді. 1945 року вирушив до Англії, де вступив до Лондонської школи економіки. У ті часи винаймав квартиру спільно з Вірасамі Рінгаду, майбутнім першим президентом Маврикію. Після повернення на батьківщину 1948 року вступив на дипломатичну службу. Працював у посольствах Індії у М'янмі, Японії, Великій Британії, Австралії та В'єтнамі. У 1967—1969 роках був послом Індії в Таїланді, від 1973 до 1975 року — у Туреччині, у 1976—1978 роках — у КНР, у 1980—1984 роках — у США. 1984 року на запрошення Індіри Ганді успішно виставив свою кандидатуру на виборах до Лок Сабха.
В уряді Раджива Ганді був молодшим міністром планування (1985), міністром закордонних справ (1985—1986), науки й технологій (1986—1989). 1992 року партії Джаната дал й комуністичний Лівий фронт був висунутий на посаду віце-президента, його кандидатуру підтримав ІНК та був одноголосно обраний. 17 липня 1997 року був обраний на пост президента країни за підтримки всіх політичних партій (окрім ультраправої Шив сена), зі значною перевагою випередивши єдиного конкурента.
На посаді глави держави неодноразово звертався до нації й парламенту та критично оцінював соціально-економічний розвиток країни. Висловлював невдоволення зростанням насильства у суспільстві. 2002 року розглядався варіант його висування на другий термін, однак альянс на чолі з партією Бхаратія джаната не підтримав його й висунув кандидатуру Абдула Калама, який, зрештою, і став президентом.
2004 року брав участь у Всесвітньому соціальному форумі у Мумбаї, підтримавши альтерглобалістський рух.
Помер 9 листопада 2005 року через пневмонію та ниркову недостатність.